# هيونداي ستاريا
هيونداي ستاريا هي عربة نقل وميني فان من إنتاج شركة هيونداي موتور الكورية الجنوبية بدأ إنتاجها في عام 2021.